# Lindemans Faro
Lindemans Faro is een Belgisch bier van spontane gisting.
Het bier wordt sinds 1978 gebrouwen in Brouwerij Lindemans te Vlezenbeek.
Het is een lichtbruin bier, type Faro met een alcoholpercentage van 4,2%. Het wordt gebrouwen op basis van lambiek en is eigenlijk een geuze waaraan kandijsuiker is toegevoegd. Dit geeft faro een meer donkere kleur en qua smaak een contrast tussen zoet en zuur.
In 2013 werd 6000 hectoliter Lindemans Faro gebrouwen. Het etiket op het flesje is gemaakt in art-deco-stijl, die ook terugkomt op de glazen.
Faro is een door Europa erkende en beschermde gegarandeerde traditionele specialiteit. Voordien was het door het Vlaams Centrum voor Agro- en Visserijmarketing (de VLAM) reeds erkend als streekproduct.